# 이스티클랄 모스크

이스티클랄 모스크

이스티클랄 모스크(인도네시아어: Masjid Istiqlal)은 인도네시아 자카르타에 있는 모스크이다. 동남아시아에서 가장 큰 모스크이자 예배 수용 능력 측면에서 세계에서 9번째로 큰 모스크이다. 인도네시아 독립을 기념하기 위해 지어진 이 인도네시아 국립 모스크는 "독립"을 뜻하는 아랍어인 "이스티클랄"로 명명되었다. 모스크는 1978년 2월 22일 대중에게 공개되었다. 자카르타 내에서 모스크는 므르데카 광장과 자카르타 대성당 옆에 위치해 있다.

## 같이 보기
- 이슬람 건축
- 이슬람 미술